# Ібрагім Ібрагімі
Ібрагім Ібрагімі (мак. Ибрахим Ибрахими) — міністр праці та соціальної політики Македонії в період 2016-2017 років.

## Біографія
Ібрагім Ібрагімі народився в 1967 році в Гостиварі. Закінчив економічний факультет у Скоп'є, після чого вступив до аспірантури з бухгалтерського обліку та аудиту, а також до аспірантури з політичних наук в Університеті Південно-Східної Європи в Тетово.
29 липня 2011 року обраний заступником міністра праці та соціальної політики, а з 2008 по 2011 рік обіймав посаду заступника міністра в Міністерстві юстиції. У 2007-2008 роках працював радником у Міністерстві праці та соціальної політики. З 2004 по 2006 рік — керівник проекту в Європейському центрі з питань меншин, а з 2001 по 2004 рік — програмний координатор проекту Romaversitas у Фонді Македонського інституту відкритого суспільства. У період 2000-2001 років — начальник бухгалтерії в Фатіні - Гостивар.